# Ternay (Vienne)
Ternay ist eine französische Gemeinde mit 192 Einwohnern (Stand: 1. Januar 2022) im Département Vienne in der Region Nouvelle-Aquitaine (vor 2016 Poitou-Charentes); sie gehört zum Arrondissement Châtellerault und zum Kanton Loudun (bis 2015 Les Trois-Moutiers). Die Einwohner werden Ternéens genannt.

## Geographie
Ternay liegt etwa 60 Kilometer nordnordwestlich von Poitiers am Canal de la Dive. Nachbargemeinden von Ternay sind Berrie im Norden, Les Trois-Moutiers im Osten und Nordosten, Curçay-sur-Dive im Süden, Saint-Martin-de-Mâcon im Westen und Südwesten sowie Tourtenay im Westen und Nordwesten.

## Bevölkerungsentwicklung
| Jahr                       | 1962 | 1968 | 1975 | 1982 | 1990 | 1999 | 2006 | 2017 |
| Einwohner                  | 338  | 259  | 213  | 215  | 183  | 168  | 220  | 184  |
| Quellen: Cassini und INSEE |      |      |      |      |      |      |      |      |

## Sehenswürdigkeiten
- Menhir von Courçu, seit 1957 Monument historique
- Kirche Notre-Dame
- Schloss Ternay aus dem 15. Jahrhundert mit Kapelle, Monument historique
- Park von Le Tilleul

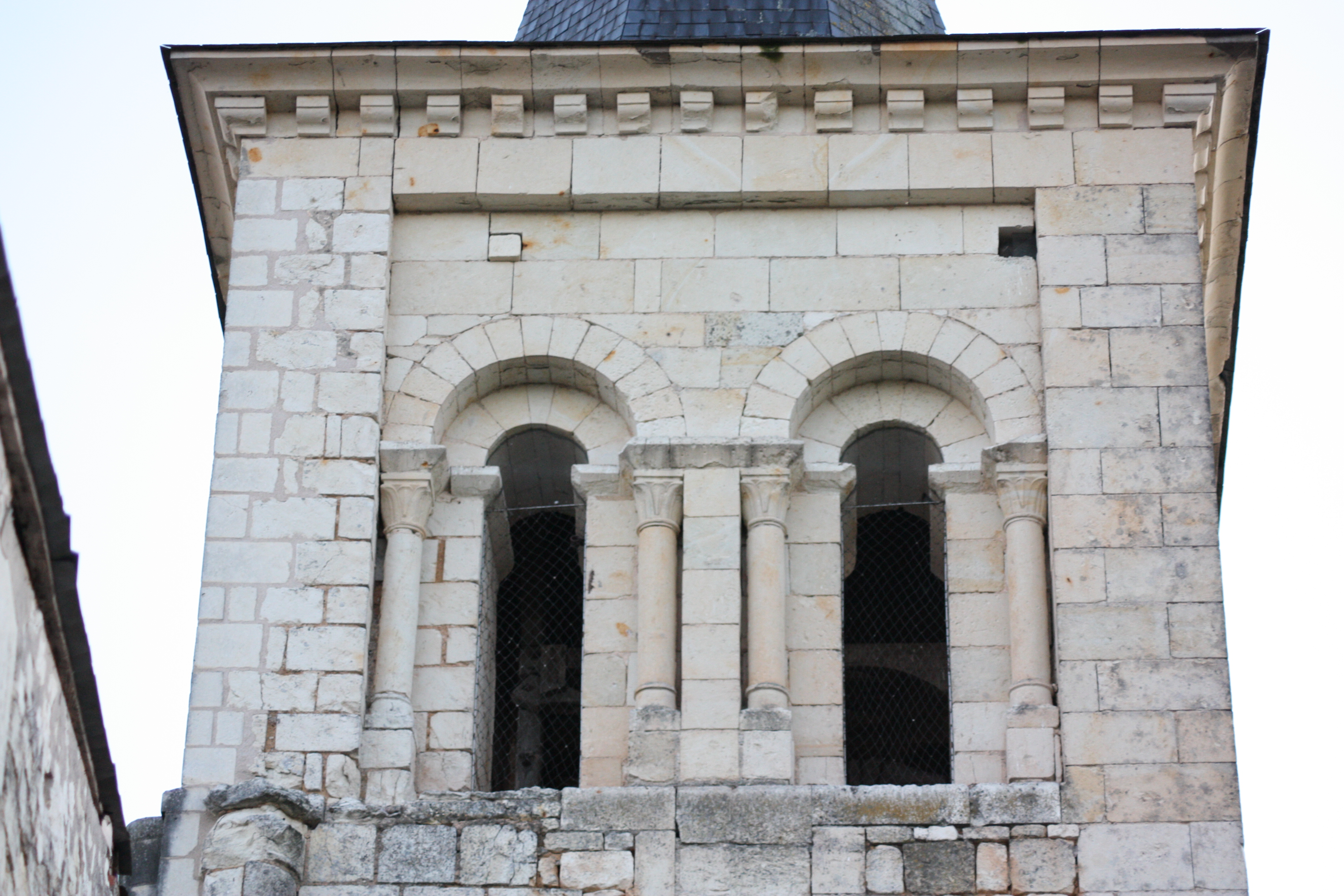
Glockenturm der Kirche Notre-Dame
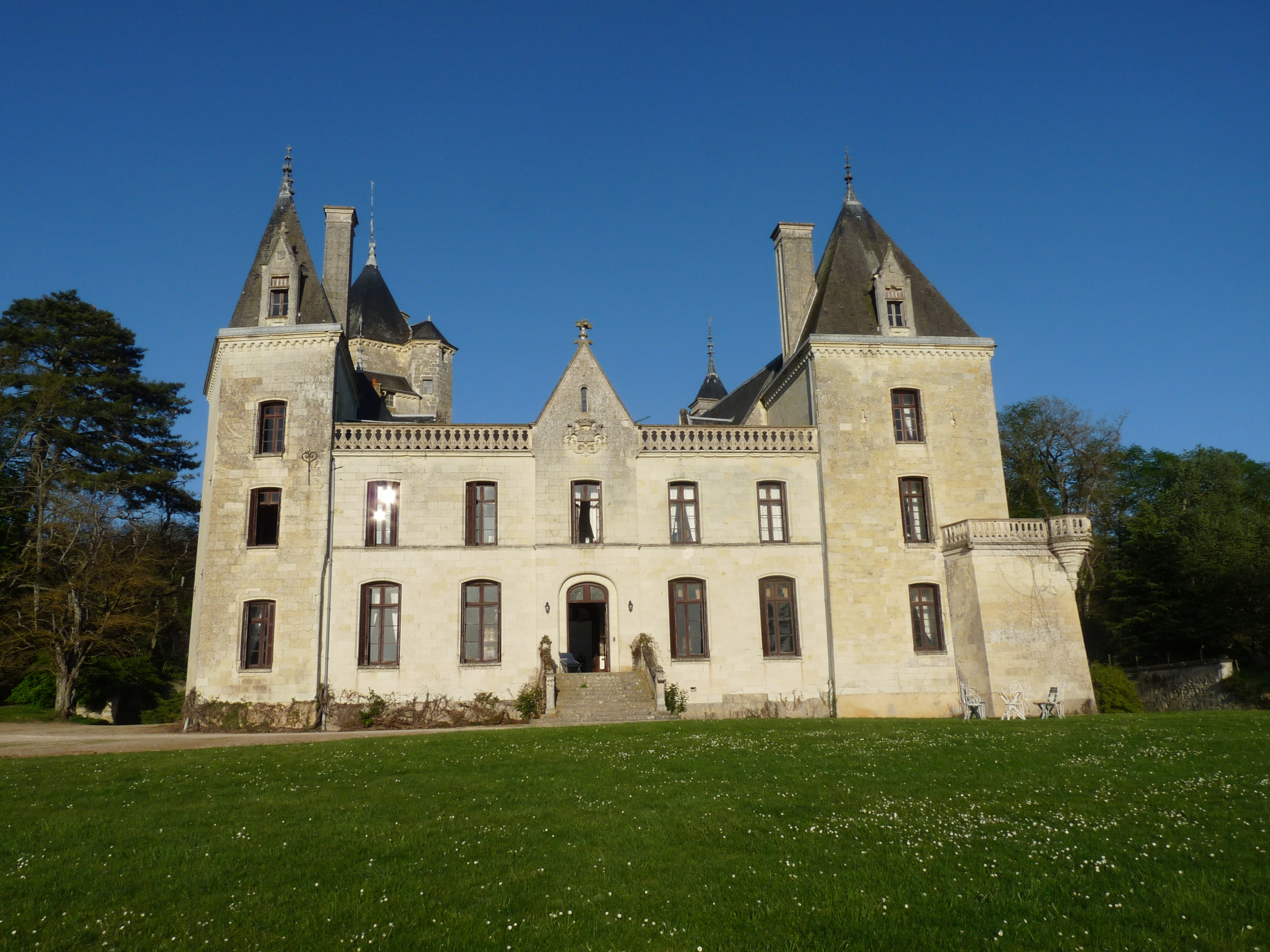
Schloss Ternay